# Hypsiboas pellucens
La Rana arbórea de Palmar (Hypsiboas pellucens) es una especie de anfibios de la familia Hylidae.
Habita en la zona pacífica del centro y sur de Colombia, Ecuador y el extremo norte del Perú, entre 20 y 1500 m de altitud.
Sus hábitats naturales incluyen bosques tropicales o subtropicales secos y a baja altitud, pantanos, marismas de agua dulce, jardines rurales, áreas urbanas, zonas previamente boscosas ahora muy degradadas y estanques.